# Либёнж (гмина)
Гмина Либёнж (пол. Gmina Libiąż)  —  городско-сельская гмина (волость) в Польше, входит как административная единица в Хшанувский повет,  Малопольское воеводство. Население — 22 993 человека (на 2004 год).

## Демография
| Перепись                         | Всего   | Всего | Женщины | Женщины | Мужчины | Мужчины |
| -------------------------------- | ------- | ----- | ------- | ------- | ------- | ------- |
| Единицы                          | человек | %     | человек | %       | человек | %       |
| Население                        | 22 993  | 100   | 11 714  | 50,9    | 11 279  | 49,1    |
| Плотность населения (чел./кв.км) | 402     | 402   | 204,8   | 204,8   | 197,2   | 197,2   |

## Поселения
1. Либёнж
2. Громец
3. Жарки

## Соседние гмины
1. Гмина Бабице
2. Гмина Хелмек
3. Гмина Хшанув
4. Явожно
5. Гмина Освенцим
6. Освенцим